# Radtourenfahrt

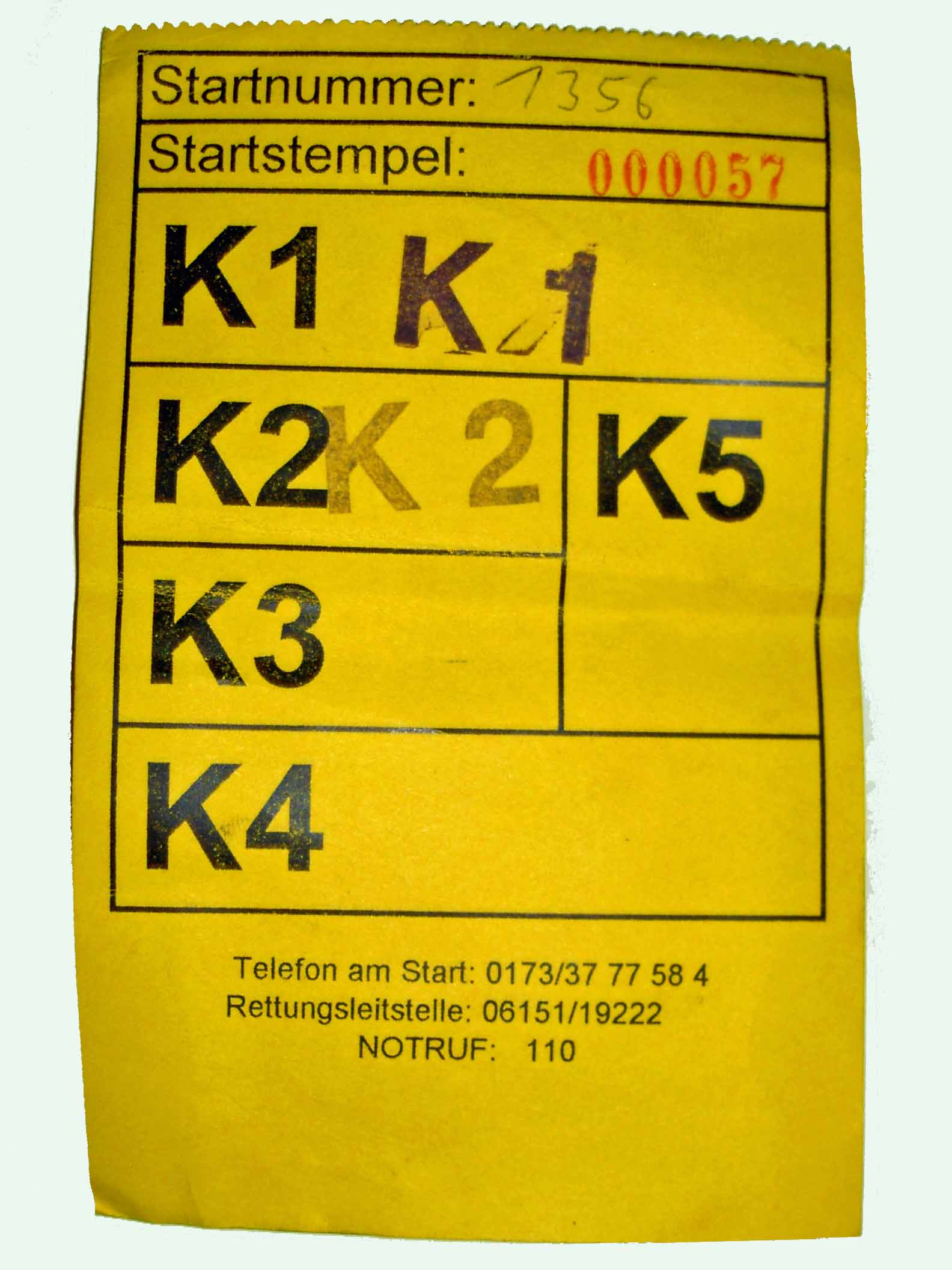
Abgestempelte Kontrollkarte

Die Radtourenfahrt (RTF), früher auch Radtouristikfahrt, ist eine populäre Radsportveranstaltung für Freizeitsportler ohne Wettkampfcharakter. Sie wird im Rahmen des Breitensportangebotes des Bundes Deutscher Radfahrer (BDR) organisiert. Die Teilnehmer können dabei ausgeschilderte Strecken zwischen in der Regel 41 und 170 km Länge im öffentlichen Verkehrsraum unter Beachtung der Straßenverkehrsordnung absolvieren. Es dürfen dabei seitens des Veranstalters keine Zeiten oder Platzierungen ermittelt werden.
Abzugrenzen sind die Radtourenfahrten von Jedermannrennen, bei denen der Wettkampfcharakter im Vordergrund steht.

## Organisation
Ausgerichtet wird eine Radtourenfahrt von einem Radsportverein. Dieser muss dazu gewisse Kriterien des BDR (insbesondere die Generalausschreibung) erfüllen sowie eine behördliche Genehmigung erhalten. Die vom Veranstalter angebotenen Strecken werden ausgeschildert. Außerdem kann der Veranstalter an den Kontrollstellen (s. u.) Getränke und einen Imbiss anbieten, was regelmäßig der Fall ist.
Ausgetragen werden kann eine Fahrt an einem Wochenend- oder Feiertag im Zeitraum von ca. Mitte März bis Mitte Oktober. Das Startfenster für die Teilnehmer ist meist zweistündig am Morgen oder Vormittag.
Für die Teilnahme darf der Veranstalter ein Startgeld von den Teilnehmern verlangen. Dieses beträgt (Stand 2017) für BDR-Mitglieder meist 4 € (maximal 7 €) und für Nichtmitglieder meist 6 €.
Abhängig von den Vorschriften des jeweiligen Landesradsportverbandes ist in aller Regel das Tragen einer Rückennummer durch den Teilnehmer bei einer Radtourenfahrt Pflicht.

## Punktesystem
Für das erfolgreiche Zurücklegen einer ausgeschilderten Strecke bei einer RTF wird der Teilnehmer mit Punkten belohnt:
- 1 Punkt für 40 – 69 km
- 2 Punkte für 70 – 109 km
- 3 Punkte für 110 – 149 km
- 4 Punkte für 150 – 199 km
- 5 Punkte für ab 200 km
- 6 Punkte für Veranstaltungen des Radmarathoncups Deutschland

BDR-Mitglieder, die eine RTF-Wertungskarte besitzen, können diese Punkte damit sammeln und am Jahresende dafür eine Prämie vom BDR erhalten, sofern eine Mindestpunktzahl erfahren worden ist.
Um sicherzustellen, dass ein Teilnehmer eine Strecke auch tatsächlich abgefahren ist, werden an geeigneten Streckenabschnitten Kontrollstellen eingerichtet, an denen der Teilnehmer einen Stempel auf seine Kontrollkarte erhält.

## Kategorien des Breitensports im BDR
Das Breitensport-Spektrum des BDR umfasst die folgenden Angebote:
- RTF-Formel A (Ausdauer): Umfasst Strecken zwischen 41 und 170 km. Dies sind RTFs im engeren Sinne.
- Radmarathon: Wie RTF-Formel A, jedoch mit einer Mindestlänge von 200 km.
- Radmarathon Cup Deutschland: Serie aus 16 jährlich neu ausgewählten, meist besonders anspruchsvollen Radmarathons.
- Etappenfahrt: Geführte Radtourenfahrt, deren Strecke in mehreren Tagesabschnitten absolviert wird.
- Permanente Radtourenfahrt: Radtourenfahrt, die jederzeit anhand einer Streckenbeschreibung absolviert werden kann.
- Permanente Etappenfahrt: Vernetzung von mehreren Permanenten Radtourenfahrten.

### RTF – Formel A
Formel A (Ausdauer) nennt sich der bekannteste Zweig im Radtourenfahren. Hierbei werden an festgelegten Wochenend- oder Feiertagterminen verschiedene Touren der 5 Klassen (40–69, 70–109, 110–149, 150–199, 200 km und mehr) parallel auf einer Veranstaltung angeboten.
Gefahren wird auf ausgeschilderten Strecken mit Geschwindigkeiten, die Verkehrsbedingungen und Gruppendynamik bestimmen. Je nach Art und Beschaffenheit der Strecke fährt man mehrere Kontrollstellen an, die zwischen 20 und 40 km voneinander entfernt liegen. Dort wird die Startkarte abgestempelt und oftmals ein Getränk gereicht. Radtourenfahrten haben keine Sollzeiten und werden in der Regel als Rundfahrt durchgeführt, d. h. der Teilnehmer kommt zum Startort wieder zurück. Der Veranstalter setzt aus organisatorischen Gründen ein Zeitfenster am frühen Vormittag an und nennt Schlusszeiten, wann die Kontrollen absolviert sein müssen.
Mitglieder in einem Verein des Bundes Deutscher Radfahrer e. V. Landesverbands-Einzelmitglieder können eine sogenannte Wertungskarte lösen, in der die Punkte für eine erfolgreich beendete Radtourenfahrt eingetragen werden. Entsprechend den o. g. fünf Klassen gibt es je nach zurückgelegter Strecke 1, 2, 3, 4 oder 5 Punkte. Sind innerhalb einer Saison (Mitte März bis Mitte Oktober) von Frauen 15, von Männern 25 bzw. von Schülern 10 oder mehr Punkte gesammelt worden, bekommt man eine Jahresauszeichnung. Die dafür notwendige RTF-Wertungskarte können Mitglieder beim Verein oder Einzelmitglieder über ihren Landesverband erwerben.

### Permanente Radtourenfahrten
Permanente Radtourenfahrten bieten – im Gegensatz zu den auf Wochenend- und Feiertage beschränkten A-Fahrten – die Möglichkeit, an jedem Tag der Woche eine beschriebene Tour zu fahren. Die Startzeit für diese zwischen 50 und 110 km langen Strecken kann man selber wählen. Startorte sind in der Regel Tankstellen oder Gaststätten, die auch die Streckenverläufe ausgeben, Startgebühr einnehmen und Wertungskartenpunkte eintragen. Die Landesverbände des BDR geben alljährlich einen Kalender aus, in dem alle RTF und Permanenten aufgeführt sind.

### Etappenfahrten
Etappenfahrten sind geführte Radtourenfahrten, bei denen die ausgearbeitete Strecke über mehrere Tage verteilt in Abschnitten (Etappen) gefahren wird. In der Regel wird diese Fahrt im „Geschlossenen Verband“, also je nach Anzahl und Leistungsfähigkeit der Teilnehmer in einer oder mehreren Gruppen durchgeführt. In der Regel liegt die Durchschnittsgeschwindigkeit dieser Etappenfahrten niedrig, orientiert sie sich doch an der Leistungsfähigkeit des schwächsten Gruppenmitglieds.